# Кеммерер, Хельмут
Хельмут Мартин Роберт Кеммерер (нем. Helmut Cämmerer; 5 мая 1911, Гамбург — 4 октября 1997, Буххольц-ин-дер-Нордхайде) — немецкий спортсмен спринт каноист. Принимал участие в соревнованиях по гребле на байдарках и каноэ в 1930-х годах.

## Спортивные достижения
В 1933 году Хельмут Кеммерер занимал призовые места на чемпионате Германии по гребле на байдарках и каноэ на дистанции 1000 метров. В этом же году на чемпионате Европы по гребле на байдарках и каноэ в Праге он завоевал золотую медаль, опередив спортсмена Швеции Нильса Вэллина. В 1934 году на чемпионате Европы в Копенгагене он занял второе место.
На летних Олимпийских играх 1936 года в Берлине завоевал серебряную медаль в дисциплине К-1 на дистанции 1000 метров со временем 4:25.6.
В 1938 году Кеммерер также завоевал серебряную медаль в дисциплине К-1 на дистанции 1000 метров на чемпионате мира по гребле на байдарках и каноэ в Ваксхольме. Чемпионат проводился под эгидой спортивной организации Internationale Repräsentantenschaft Kanusport (IRK), основанной в 1924 году, являющейся предшественницей Международной федерации каноэ (International Canoe Federation).